# Marco, la verdad inventada
Marco, la verdad inventada (lit. ‘Marco, la veritat inventada’), o simplement Marco, és una pel·lícula dramàtica biogràfica de 2024, dirigida per Aitor Arregi i Jon Garaño, i protagonitza per Eduard Fernández com a Enric Marco.

## Sinopsi
Principalment ambientada a Barcelona, la trama segueix la vida del secretari general i impostor de la Confederació Nacional del Treball (CNT) Enric Marco i Batlle, que es va construir un passat fals com a supervivent de camp de concentració nazi, guanyant el reconeixement i la simpatia del públic.

## Repartiment
- Eduard Fernández com a Enric Marco[2]
- Nathalie Poza com a Laura[2]
- Chani Martín[4] com a Benito Bermejo[5]
- Sonia Almarcha[4] com a Clara[5]
- Daniela Brown[5]
- Fermí Reixach[4] com a Pere[5]
- Júlia Molins[4]
- Vicente Vergara[4] com a Gracia[5]
- Jordi Rico[4] com a Santi[5]
- Iñigo de la Iglesia com a Gil[5]

## Producció
Aitor Arregi, Jon Garaño, Jorge Gil i Jose Mari Goenaga van escriure el guió. La pel·lícula és una producció d'Irusoin, Moriarti, La verdad inventada AIE, Atresmedia Cine i Bteam Prods, amb la participació i el suport de l'Institut de la Cinematografia i de les Arts Audiovisuals (ICAA), el Govern Basc, Atresmedia, Movistar Plus+ i Euskal Irrati Telebista (EiTB). Va ser lentificada per Javier Agirre. Els llocs de rodatge inclouen el País Basc (concretament, Zarautz), Catalunya, Madrid i Alemanya.

## Estrena
La pel·lícula es va presentar el 30 d'agost de 2024 a la secció Orizzonti de la 81è edició del Festival Internacional de Cinema de Venècia. El 2024 també es va projectar al Festival Internacional de Cinema de Sant Sebastià, al Festival de Cinema de Londres i al Festival Internacional de Cinema de Vancouver per a la seva presentació a l'Amèrica del Nord. A l'Estat espanyol va ser distribuïda per BTeam Pictures a partir del 8 de novembre de 2024. Film Factory va adquirir els drets de venda internacional.

## Recepció
Marta Balaga de Cineuropa va declarar que l'obra podria ser «una de les pel·lícules més vistes al Festival de Venècia d'enguany» [sent] «dinàmica, retorçada i beneïda amb el tipus d'actuació d'Eduard Fernández que li hauria de guanyar tots els premis».
El setembre de 2024, l'Acadèmia de les Arts i les Ciències Cinematogràfiques d'Espanya va seleccionar l'obra per a una llista de 3 pel·lícules per determinar la seva presentació final a la millor pel·lícula de parla no anglesa als 97è Premis Oscar.

## Premis i nominacions
| Any  | Premi         | Categoria                  | Nominació        | Resultat | Ref.   |
| ---- | ------------- | -------------------------- | ---------------- | -------- | ------ |
| 2024 | Premis Forqué | Millor actor de pel·lícula | Eduard Fernández | Pendent  | [ 18 ] |